# Курсов Микола Іванович
Микола Іванович Курсов (нар. 31 серпня 1955, с. Сім'янівка, Сумська область, УРСР — пом. 25 червня 1982, Афганістан) — радянський військовослужбовець, прапорщик, учасник афганської війни.

## Життєпис
Народився 31 серпня 1955 року в селі Сім'янівка, Конотопського району, Сумської області. Після закінчення школи працював трактористом у колгоспі. В листопаді 1975 призваний в радянську армію. На початку 1982 року направлений в Афганістан в 66-ту окрему мотострілецьку бригаду. Загинув у бою 25 червня 1982 року.

## Нагороди та вшанування
- Нагороджений орденом Червоної Зірки (1982, посмертно)[1].
- Вулиця у Дубов'язівці названа на честь Миколи Курсова[2].